# 比亞國家公園
比亞國家公園（英語：Bia National Park）是西非國家加納的國家公園和生物圈保護區，位於西部大區，毗鄰科特迪瓦和比亞河，佔地563平方公里，建於1935年並在1974年成為國家公園，野生動物包括62種哺乳類動物和160種鳥類，1985年被聯合國教科文組織列為世界遺產。